# 安尼巴莱·卡拉奇
安尼巴莱·卡拉奇（義大利語：Annibale Carracci，發音：[anˈniːbale karˈrattʃi]，1560年11月3日—1609年7月15日），意大利画家，巴洛克绘画的代表人物之一。他与其兄阿戈斯蒂诺·卡拉奇、堂兄卢多维科·卡拉奇合称为卡拉奇三兄弟，他们共同创办了博洛尼亚卡拉奇学院（Accademia dei Carracci）。
卡拉奇出生于博洛尼亚，曾到过帕尔马、威尼斯等地，1595年起在罗马定居。他深受柯勒乔、拉斐尔等人的影响，其画风反风格主义而强调复兴古典主义。其代表作包括法尔内塞宫湿壁画《众神之爱》、《逃往埃及途中的风景》、《主啊，你往何处去？》等。

## 評價
卡拉奇与另一位同时期的意大利画家卡拉瓦乔常被一同提起。他与以自然主义画风著称的卡拉瓦乔风格迥异，但他们同为巴洛克绘画的不同风格奠定了重要基础。

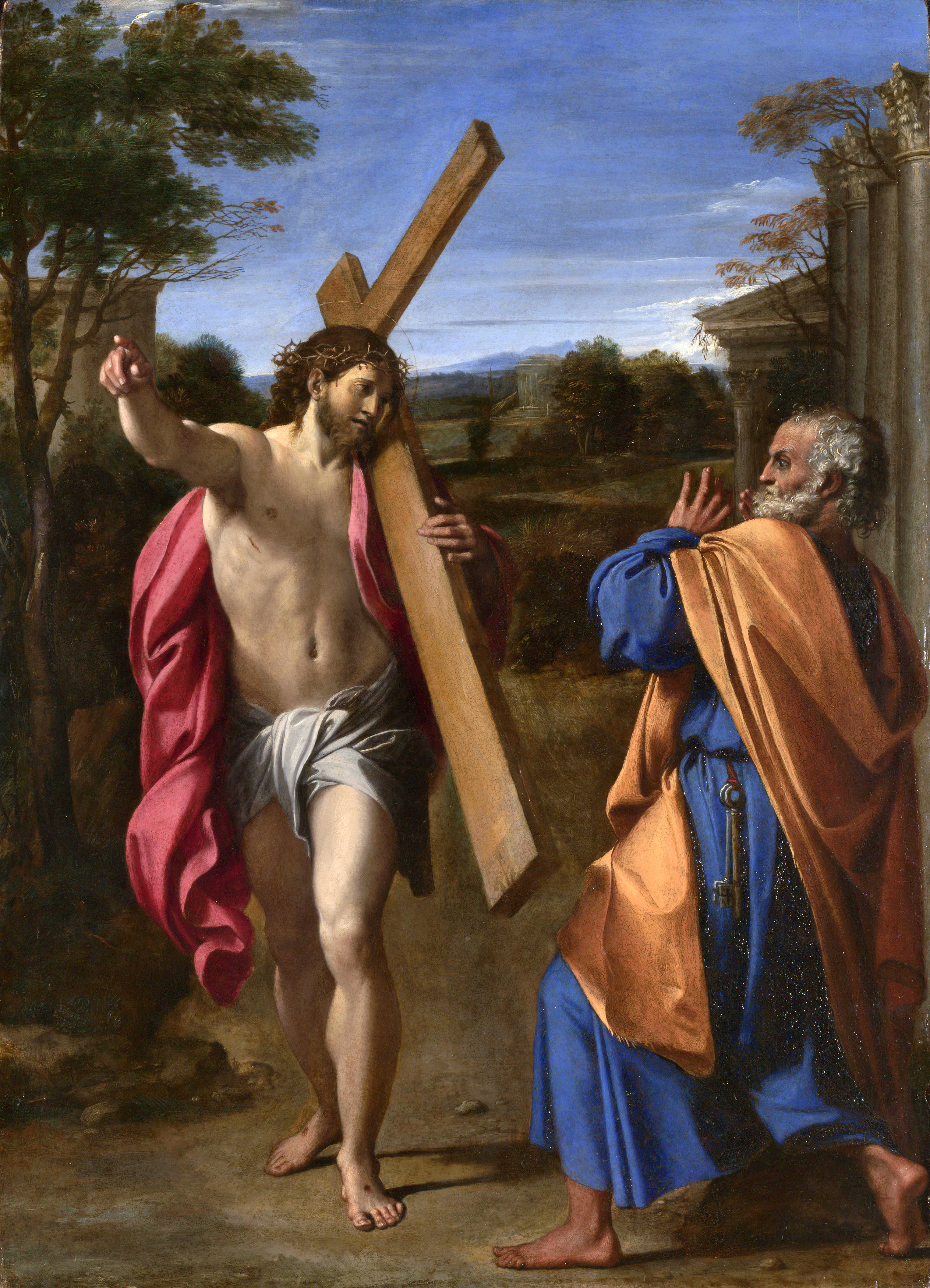
《主啊,你往何处去?》，1602

17世紀藝術評論家乔瓦尼·彼得罗·贝洛里說卡拉奇是意大利畫家的典範，他的作品是對拉斐爾和米開朗基羅畫風的復興。而卡拉瓦喬和其追隨者則因過度溺於自然主义风格而遭到貝洛里的批評。但在17世紀，贊助人們對卡拉瓦喬和卡拉奇的態度並沒有太大的區別。温琴佐·朱斯蒂尼亚尼侯爵就覺得兩人其實不相伯仲。

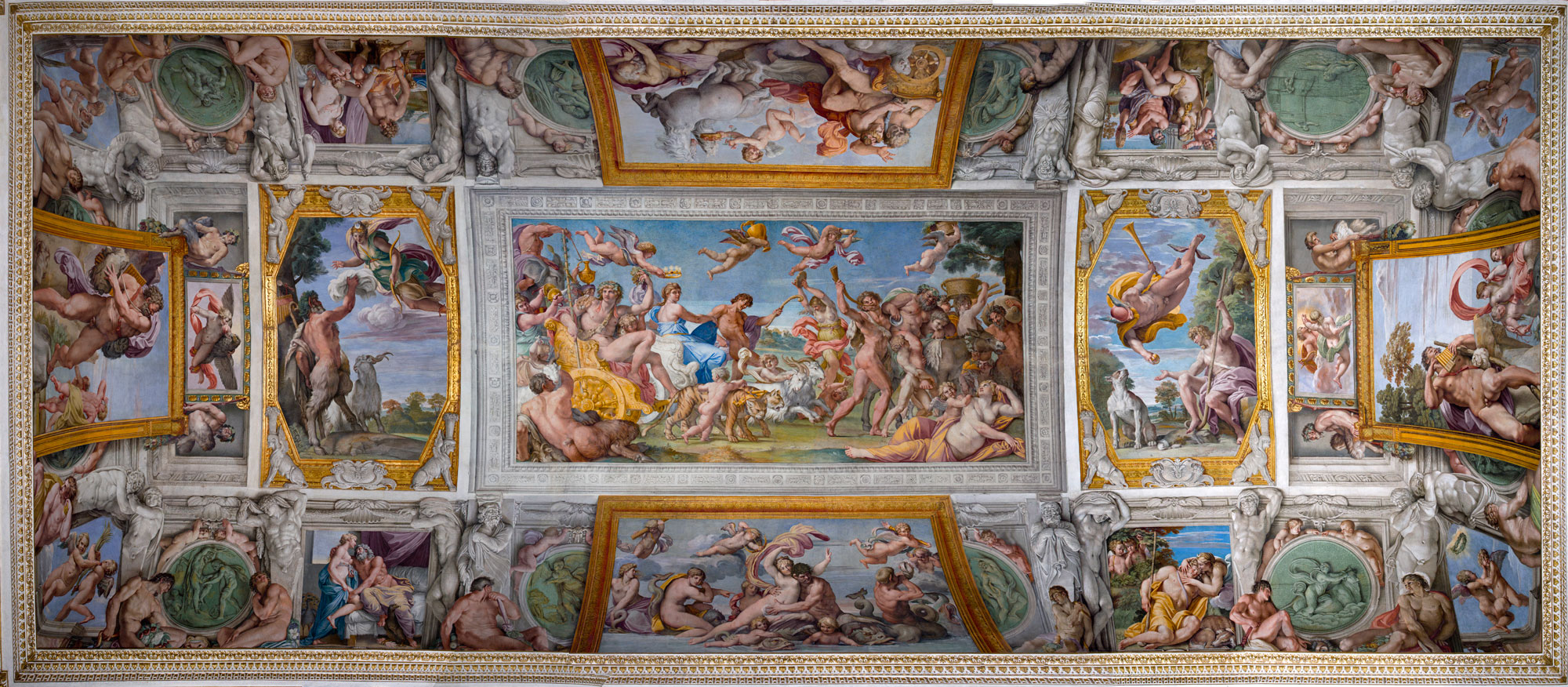
《众神之爱》

## 外部連接
- Annibale Carracci （页面存档备份，存于），Artble
- Annibale Carracci （页面存档备份，存于），WikiGallery